# فلزکاری

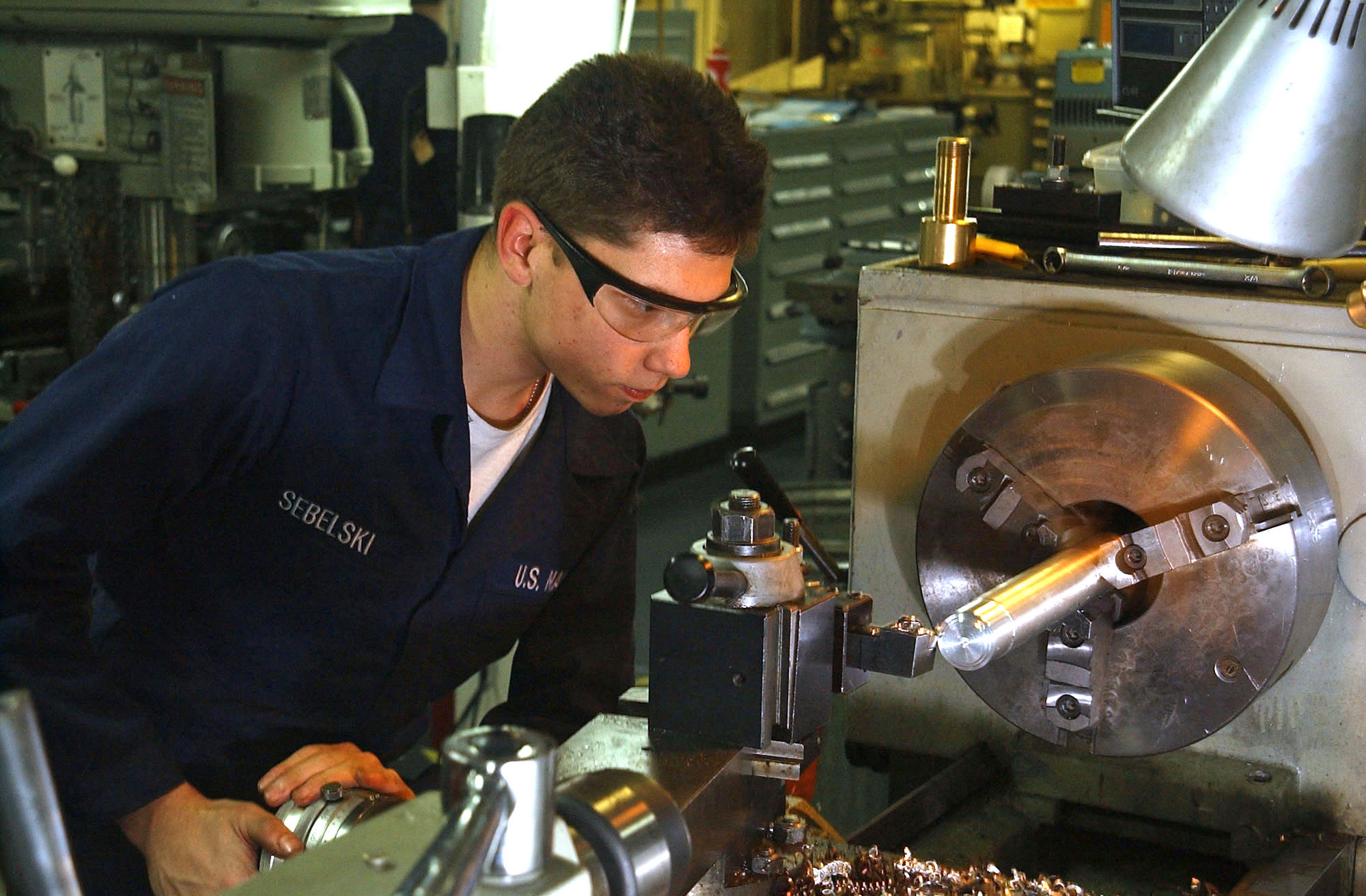
ماشین‌کاری یک نوار فلزی بر روی یک دستگاه تراش

فلزکاری فرایند کار کردن با فلز برای ساخت یا مونتاژ محصولات فلزی است. فلزکاری بخش بزرگ از علوم و تمدن امروزهٔ بشریت است. این علم مطالعه خاصیت‌های تمامی فلزات را دربر می‌گیرد. این صنعت به دو بخش تقسیم گردیده است. اول جدا و خالص ساختن از سایر عناصر و دوم شکل‌دادن پس از ذوب. هم‌اکنون بیش از ۷۰ درصد فلزات مورد نیاز از سنگ‌های فلزخیز استخراج شده و پس از فرایند جداسازی در صنایع گوناگون به‌طور گسترده مورد استفاده قرار می‌گیرد. دلیل این امر این است که اکثر فلزات به شکل ترکیب شیمیایی یا مخلوط در طبیعت یافت می‌شوند و نه به‌صورت خالص؛ مثلاً مس و آهن در ۲۵۰ نوع سنگ پیدا می‌شوند، از این میان شماری از کانی‌ها از اهمیتی ویزه برخوردارند، زیرا فراوانترین کانی اصلی مس می‌باشند. همانند کالکوپیریت، کالکوسیت، کولین، بورنیت، مس طبیعی، مالاکیت، آزوریت، اغلب فلزات با حرارت دادن و گروهی با واکنش شیمیایی از هم جدا می‌شوند.
در صنعت فلزکاری، علاوه بر شکل‌دادن، استحکام‌بخشی به فلزات نیز خیلی مهم است. بدین لحاظ، برای افزایش مقاومت یک فلز، از فلزات مستحکم‌تر استفاده می‌کنند.

## تاریخچهٔ فلزکاری
تحقیقات باستان‌شناسی نشان داده که در عصر باستان سفال هنوز برتری خود را بر فلز نشان می‌دهد ولی به تدریج انسان‌ها به قابلیت‌های گوناگون و خواص متعدد فلزات از قبیل قابلیت گداز، سختی، استحکام و دوام پی برده‌اند. به‌طوری‌که در ساخت برخی از آلات و ادوات شکار و جنگ و کشاورزی فلز را جانشین استخوان و سنگ و چوب و سفال نموده‌اند؛ بنابراین از آغاز کاربرد فلز در هزاره هشتم پیش از میلاد، اشیاء فلزی در ترکیب بندی و شکل‌گیری تمدن بشری سهم عمده‌ای داشته و نقش خاصی را ایفا کرده و به عنوان جزئی از لوازم ضروری زندگی انسان‌ها همواره با او بوده است. فلز به علت ثبات، دوام، مقاومت، عدم ضربه‌پذیری و شکستن و باقی‌ماندن به صورت اولیه خود می‌تواند به عنوان مهم‌ترین مدرک در پژوهش‌های علمی، تاریخی، و باستان‌شناسی مورد استفاده قرار گیرد.
تنها موردی که باعث از بین رفتن اشیاء فلزی قدیمی گردیده سودجویی افراد بی‌اطلاع بوده که بخاطر طمع اشیاء فلزی گران‌بها را پس از حفاری ذوب کرده و به صورت شمش ناب درآورده و در بازارهای فروخته‌اند.

### هنر فلزکاری در ایران
کشف فلز و دست یابی به معادن آن، از قدیمی‌ترین زمان‌ها در ایران، صنعتی را پی افکند که مشخصاتی کاملاً متفاوت با صنعتت روز یعنی سفالگری داشت.
تاریخ ۷۰۰۰ سال فلزکاری درایران گواه روشنی بردستیابی هنروران ایران به هنری تازه و تکامل آن در طی دها قرن گذشته است.
براساس بررسی‌های باستان شناختی و کشف اشیاء متنوع فلزی دوران تاریخی را می‌توان دوران شکوفائی هنر فلزکاری در ایران دانست؛ زیرا تنوع فلزات استفاده از نقوش و طرح‌های زیبا، غنای تازه‌ای در این دوران به این هنر بخشیده است.
درمیان بارزترین و مهم‌ترین دستاوردهای هنر و فناوری ایرانیان باستان باید از اشیاء ساخته شده از طلا، نقره و برنز نام برد که از ظرف و سلاح گرفته تا جواهرات، زیورهای لباس و سایر زیورآلات شخصی را دربرمی گیرد.
آثار فلزی خلق شده در دوره‌های مختلف حاصل سنت‌های فرهنگی مشترک بوده که در ان عناصر ایرانی اغلب با عناصر نواحی همجوار تلفیق شده و سبک‌های جدیدی را به وجود آورده است.
دوره هخامنشی
امپراطوری هخامنشیان توسط سلسله پادشاهان هخامنشی ایران که سرزمین اصلی شان ایالت پارس واقع در جنوب غربی ایران دست بنیان‌گذاری گردید. در امپراتور ی گسترده هخامنشی طلا، نقره، برنز و آهن به منظور ساخت ظروف، اسلحه و زیورهای شخصی مورد استفاده قرار می‌گرفتند انواع متعددی از اشیاء و گونه‌های تزئینی متفاوت، از میراث‌های فلزکاری آسیای غربی یا ایران اولیه اقتباس شده است.
این نمونه عبارتند از :کاسه‌های نوشیدنی و (لبه دار کم عمق و پیاله) زیورهای لباس که با بریدن ورقه فلز ساخته می‌شوند، تزئینات حیوان نما. از دیگر تولیدات این دوره می‌توان ریتونرا نام برد؛ که بخشی از ان به شکل شیپور به منظور نوشیدن مایعات ساخته شده است، این شیپور به قسمت قدامی حیوان متصل شده و از ابداعات هنری دوره هخامنشی محسوب می‌گردد.
در اواسط قرن ۶ ق م هنگامی که امپراطوری شکل گرفت میراث‌های فلزکاری از جایگاه ویژه بر خوردار شدند آن چنان‌که در منابع تاریخی آورده شده برخی از نمونه کارهای فلزی توسط دربار هخامنشی یا به منظور دربار هخامنشی ساخته می‌شدند و اغلب به صورت پیشکش توسط کشورهای تابعهٔ شاهنشاهی هخامنشی به دربار هدیه می‌شدند.
دوران سلوکی و اشکانی (۳۱۲ پیش از میلاد-۲۲۴ پس از میلاد)
به دنبال کشور گشایی اسکندر گستره سرزمین‌های آسیایی امپراطوری هخامنشی به زیر سلطه سلوکوس و جانشینان او درآمد. درقرن سوم پیش از میلاد ارشک ایالت پارت را در شمال شرقی ایران به تصاحب درآورد؛ و روی به سوی عرب پیش روی نمود. تنها چند نمونه از اشیاء موجود در مجموعه هایفریر و ساحکر را می‌توان متعلق به این دوران دانست و اغلب آن‌ها نیز غیرعادی به نظر می‌رسند.
دوره ساسانی (۲۲۴–۶۵۱ پیش از میلاد)
از میان موضوعات فلزی کهن ایرانی که در مجموعه‌های گالری سالکر و فریر قرار دارند سی نمونه شیء از میان کل اشیاء به این دوره تعلق دارد. اغلب نمونه کارهای فلزی ساسانیان در این مجموعه‌ها، ظروف نقره هستند و به‌طور کلی ظروف نقره ساسانی از روی نمونه‌های رومی و بیزانسی و تا حدی کمتر از روی نمونه‌های اولیه آسیای شرقی یا مرکزی الگو برداری شده‌اند.
به دلیل نزدیکی بسیار زیادی که دو دوره اشکانی و ساسانی به هم دارند تشخیص دقیقی آثار فلزی این دو دوره از یکدیگر بسیار مشکل است. اغلب ظروف نقره ساسانیان با موضوعات انسانی، که مفاهیم سیاسی و مذهبی دادند، تزئین گشته‌اند.
دوره صفویه
فلزکاری دورهٔ صفوی سه ویژگی مهم دارد: نخست اینکه فلزکاری این دوره، دنبالهٔ هنر فلزکاری در دورهٔ تیموریان به‌ویژه مکتب خراسانی است؛ دوم در زمان شاه عباس یکم دو مکتب فلزکاری در ایران وجود داشت: یکی در خراسان و دیگری در آذربایجان؛ سوم آنکه مکتب خراسانی تأثیر زیادی بر مکتب سنتی ایران گذاشت، بدون اینکه این تأثیر آشکار باشد.

## فرایندهای کلی
فلزکاری به‌طور کلی به چهار دسته تقسیم می‌شود: 
1. تغییر شکل
2. برش
3. اتصال
4. شکل دهی افزایشی

بیشتر برش فلزات توسط ابزارهای پرسرعت فولادی یا ابزارهای کاربیدی انجام می‌شود. هر یک از این دسته‌ها شامل فرایندهای مختلفی است.
قبل از هر عملیات، بسته به محصول نهایی مورد نظر، فلز باید مشخص شده و اندازه‌گیری شود.

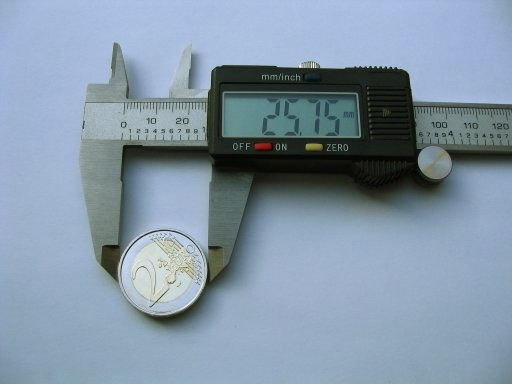

کولیس ابزار دستی است که برای اندازه‌گیری دقیق فاصله بین دو نقطه طراحی شده است. اکثر کولیس‌ها دارای دو مجموعه لبه‌های تخت و موازی هستند که برای اندازه‌گیری قطر داخلی یا خارجی استفاده می‌شوند. این کولیس‌ها می‌توانند در یک هزارم اینچ (۲۵٫۴ میکرومتر) دقیق باشند. انواع مختلف کولیس مکانیسم‌های مختلفی برای نمایش فاصله اندازه‌گیری شده دارند. در مواردی که اجسام بزرگتر باید با دقت کمتری اندازه‌گیری شوند، اغلب از نوار اندازه‌گیری استفاده می‌شود.
|                                                                                         | مواد | مواد  | مواد      | مواد | مواد   | مواد | مواد       | مواد     | مواد | مواد  | مواد |
| --------------------------------------------------------------------------------------- | ---- | ----- | --------- | ---- | ------ | ---- | ---------- | -------- | ---- | ----- | ---- |
| فرایندها                                                                                | آهن  | فولاد | آلومینیوم | مس   | منیزیم | نیکل | فلزات نسوز | تیتانیوم | روی  | برنجی | برنز |
| ریخته‌گری ماسه ای                                                                        | X    | X     | X         | X    | X      | X    |            |          | ۰    | ۰     | X    |
| ریخته‌گری با قالب دائمی                                                                  | X    | ۰     | X         | ۰    | X      | ۰    |            |          | ۰    | ۰     | X    |
| ریخته‌گری تحت فشار                                                                       |      |       | X         | ۰    | X      |      |            |          | X    |       |      |
| ریخته‌گری دقیق                                                                           |      | X     | X         | X    | ۰      | ۰    |            |          |      | ۰     | X    |
| ریخته‌گری فرسایش                                                                         |      | X     | X         | X    | ۰      | ۰    |            |          |      |       |      |
| آهنگری قالب باز                                                                         |      | ۰     | X         | X    | X      | ۰    | ۰          | ۰        |      |       |      |
| آهنگری قالب بسته                                                                        |      | X     | ۰         | ۰    | ۰      | ۰    | ۰          | ۰        |      |       |      |
| اکستروژن                                                                                |      | ۰     | X         | X    | X      | ۰    | ۰          | ۰        |      |       |      |
| Cold heading                                                                            |      | X     | X         | X    |        | ۰    |            |          |      |       |      |
| کشش عمیق                                                                                |      | X     | X         | X    | ۰      | X    |            | ۰        | ۰    |       |      |
| Screw machine                                                                           | ۰    | X     | X         | X    | ۰      | X    | ۰          | ۰        | ۰    | X     | X    |
| متالورژی پودر                                                                           | X    | X     | ۰         | X    |        | ۰    | X          | ۰        |      |       |      |
| کلید: X=به‌طور معمول انجام می‌شود، ۰=با سختی انجام می‌شود یا احتیاط، جای خالی=توصیه نمی‌شود |      |       |           |      |        |      |            |          |      |       |      |

## صنایع دستی
از وسایلی که با دست ساخته می‌شود به نام صنایع فلزیِ دستی یاد می‌شود. رشتهٔ تراشکاری، فرزکاری در صنایع خفیفه و ظریفه به‌کار می‌رود؛ به‌خصوص در فلزکاری طلا، مس و نقره این رشته‌ها معروف‌اند. یکی از دوره‌های مهم این صنعت و هنر، فلزکاری دوره صفوی بوده است.